# Gossip Girl: Thailand
Gossip Girl: Thailand (tailandês: กอสซิป เกิร์ล ไทยแลนด์) é uma série de televisão dramática tailandesa produzida pelo Kantana Group e InTouch, baseado na série de televisão americana Gossip Girl. A primeira e única temporada foi ao ar no Channel 3 a partir de 16 de julho a 19 de novembro de 2015, tendo um total de 18 episódios.
As filmagens começaram em 17 de março de 2015, no Swissôtel Nai Lert Park Hotel e terminou no início de outubro. Uma versão sem cortes foi enviada no canal do YouTube do Kantana Group em 30 de dezembro de 2015.

## Enredo
Serena Wijitranukul retorna a Bangkok após seu misterioso desaparecimento: todos estão extremamente chocados, incluindo sua melhor amiga, Blair Waranon. Blair logo descobre que Serena tinha dormido com seu namorado, Nate Achirawat, na noite de seu desaparecimento. Enquanto isso, Serena começa a namorar Dan Chanaseri enquanto Nate luta com seus sentimentos por Blair. Os dois tentam salvar o que restou de seu relacionamento, só deixando Blair perder sua virgindade com o melhor amigo de Nate, Jak Benjakij. Nesse meio tempo, Jenny Chanaseri constantemente tenta fazer isso neste mundo de luxo, seguindo em torno de Blair e seus amigos.

## Elenco e personagens
- Sabina Meisinger como Serena Wijitranukul
- Carissa Springett como Blair Waranon
- Victor Jarusak Weerakul como Dan Chanaseri
- Chanon Ukkharachata como Jak Benjakij
- Patrick Chanon Makaramani como Nate Achirawat
- Penny Lane como Sa, a melhor amiga de Dan
- Nutcha Jeka como Jenny Chanaseri
- Phan Pagniez como Eric Wijitranukul
- Pete Puntakarn Thongjure como Jo Chanaseri, pai de Dan e Jenny
- Cindy Burbridge como Lily Wijitranukul, Serena e a mãe de Eric
- Ampha Phoosit como Araya, mãe de Blair
- Byron Bishop como Songpol Achirawat "O Capitão", o pai de Nate
- Angsana Buranon como Phloi, a mãe de Nate
- Toon Hiranyasap como Burn Benjakij, o pai de Jak
- Kejmanee Pichaironnarongsongkhram como mãe de Ann, Dan e Jenny
- Sirinuch Petchurai como Phim, a empregada doméstica de Blair
- –– como Saiphin, a mãe de Lily
- Cherlyn Wagstaffe como Kate, amiga de Blair
- Ratchaneeboon Pheinwikraisophon como Bell, amiga de Blair
- Malinee Adelaide Coates como Geegee Cholticha, ex amiga de Serena
- Suchao Pongwilai como Rattapoom Waranon, o pai de Blair
- Opal Panisara como Gossip Girl (voz)